# Émile Mandjumba Mwanyini-Mbomba
 (janvier 2025).
Si vous disposez d'ouvrages ou d'articles de référence ou si vous connaissez des sites web de qualité traitant du thème abordé ici, merci de compléter l'article en donnant les références utiles à sa vérifiabilité et en les liant à la section « Notes et références ».
 (janvier 2025).
Émile Mandjumba Mwanyini-Mbomba (28 juin 1948) est un homme politique congolais actuellement membre du Sénat de la République démocratique du Congo.

## Biographie
Originaire de la province du Haut-Katanga, Émile Mandjumba Mwanyini-Mbomba est actif dans la sphère politique depuis plusieurs années. Il est affilié à l’Union sacrée de la nation. Il a notamment été candidat lors des élections sénatoriales de 2023 dans le Haut-Katanga, où il a été élu sénateur.
Le livre a été écrit en 1989, intitulé Chronologie générale de l'histoire du Zaïre : des origines à 1988 en français.

## Scolarité
Émile Mandjumba a effectué toute sa scolarité en république démocratique du Congo. Ses études ont commencé dans la région du Katanga chez les missionnaires.
En 1976, il obtient une licence ès arts à l'université de Lubumbashi, puis il étudie à l'université de Kinshasa.

### Livre
- « Chronologie générale de l'histoire du Zaïre (Des origines à 1988) » Éditions CRP, Kinshasa[1]

## Autres ouvrages
- Monographie économique et sociale du Territoire d'Albertville (1933-1959), Édition UNAZA (Université nationale du Zaïre), Faculté des Lettres, Département d'Histoire, Lubumbashi
- L'agriculture africaine dans la région de Kalemie : (1933 - 1959) ; la politique, les formes d'organisation et les résultats dans Cahiers économiques et sociaux ; 22.1984, 3[2].
- L'agriculture africaine dans la région de Kalemie (territoire d'Albertville) de 1933 à 1952, dans Revue canadienne des études sur le développement ; 9.1988, 2